# Sonoma parviceps
Sonoma parviceps är en skalbaggsart som först beskrevs av Mäklin 1852.  Sonoma parviceps ingår i släktet Sonoma och familjen kortvingar. Inga underarter finns listade i Catalogue of Life.